# (28663) 2000 GH43
2000 جي إتش 43 (ويعرف أيضًا باسم (28663) 2000 جي إتش 43 وفق تسمية الكوكب الصغير) (بالإنجليزية: 2000 GH43)‏ هو كويكب ضمن حزام الكويكبات؛ وترتيبه 28663 من حيث الاكتشاف.
اكتُشف هذا الجُرم الفلكي بواسطة بحث لنكولن عن الكويكبات القريبة من الأرض في 5 أبريل 2000.

## وصلات خارجية
- (28663) 2000 GH43 في قاعدة بيانات مختبر الدفع النفاث لأجرام النظام الشمسي الصغيرة

- الاكتشاف · مخطط المدار ·  العناصر المدارية · المعلمات المادية

- (28663) 2000 GH43 على موقع ويكي سكاي: DSS2, SDSS, GALEX, IRAS, Hydrogen α, X-Ray, Astrophoto, Sky Map, Articles and images